# Olympische Sommerspiele 2020/Radsport – Einzelzeitfahren Straße (Frauen)
Das Einzelzeitfahren der Frauen im Straßenradsport bei den Olympischen Spielen 2020 in Tokio fand am 28. Juli 2021 statt.
Olympiasiegerin wurde die Niederländerin Annemiek van Vleuten. Die Silbermedaille gewann Marlen Reusser aus der Schweiz. Bronze ging an die Niederländerin Anna van der Breggen.

## Streckenverlauf
Die Rennstrecke war ein Rundkurs mit einer Länge von 22,1 Kilometern. Diesen galt es einmal zu durchfahren. Der Höhenunterschied betrug 423 Meter.

## Titelträger
| Olympiasiegerin | Kristin Armstrong    | Rio de Janeiro 2016 |
| Weltmeisterin   | Anna van der Breggen | Imola 2020          |

## Ergebnis
28. Juli 2021, Start: 11:30 Uhr (4:30 Uhr MEZ)
| Rang | Athletin                  | Nation               | Zeit           |
| ---- | ------------------------- | -------------------- | -------------- |
| 1    | Annemiek van Vleuten      | Niederlande          | 30:13,49 min   |
| 2    | Marlen Reusser            | Schweiz              | + 0:56,47 min  |
| 3    | Anna van der Breggen      | Niederlande          | + 1:01,63 min  |
| 4    | Grace Brown               | Australien           | + 1:08,73 min  |
| 5    | Amber Neben               | Vereinigte Staaten   | + 1:12,64 min  |
| 6    | Lisa Brennauer            | Deutschland          | + 1:57,22 min  |
| 7    | Chloé Dygert              | Vereinigte Staaten   | + 2:16,40 min  |
| 8    | Ashleigh Moolman-Pasio    | Südafrika            | + 2:24,11 min  |
| 9    | Juliette Labous           | Frankreich           | + 2:28,65 min  |
| 10   | Elisa Longo Borghini      | Italien              | + 2:47,40 min  |
| 11   | Sarah Gigante             | Australien           | + 2:48,11 min  |
| 12   | Leah Kirchmann            | Kanada               | + 2:48,15 min  |
| 13   | Lisa Klein                | Deutschland          | + 2:48,48 min  |
| 14   | Karol-Ann Canuel          | Kanada               | + 2:54,48 min  |
| 15   | Omer Shapira              | Israel               | + 3:02,35 min  |
| 16   | Alena Amjaljussik         | Belarus              | + 3:07,92 min  |
| 17   | Emma Norsgaard Jørgensen  | Dänemark             | + 3:36,69 min  |
| 18   | Anna Shackley             | Großbritannien       | + 4:00,11 min  |
| 19   | Julie Van de Velde        | Belgien              | + 4:10,00 min  |
| 20   | Katrine Aalerud           | Norwegen             | + 4:19,89 min  |
| 21   | Christine Majerus         | Luxemburg            | + 4:20,64 min  |
| 22   | Eri Yonamine              | Japan                | + 4:21,48 min  |
| 23   | Margarita Victoria García | Spanien              | + 4:26,47 min  |
| 24   | Anna Plichta              | Polen                | + 4:43,46 min  |
| 25   | Masomah Ali Zada          | Refugee Olympic Team | + 13:50,82 min |